# وزارة المالية (السلفادور)
وزارة المالية في السلفادور هي الوزارة الحكومية في السلفادور والمسؤولة عن توجيه السياسة المالية بشأن الموارد العامة، بحيث تعزز استقرار واستدامة المالية العامة في البلاد.
الوزير الحالي هو خيرسون بوسادا، منذ سنة 2023.

## روابط خارجية
- وزارة المالية